# Microsoft Student
Microsoft Student a fost o aplicație proiectată de Microsoft pentru a ajuta pe elevi la școală și teme.
Versiunile Student și Encarta Premium nu va mai fi vândută de către Microsoft după iunie 2009. Produsul a inclus Microsoft Math, resurse de limbă și literatură  și instrumente de cercetare. 
Închiderea Encarta se datorează concurenței de la enciclopedia online Wikipedia.